# Alameda de la Sagra
Alameda de la Sagra település Spanyolországban, Toledo tartományban. Alameda de la Sagra Añover de Tajo, Borox, Cobeja, Pantoja és Villaseca de la Sagra községekkel határos. Lakosainak száma 4239 fő (2024).

## Népesség
A település lakosságának változását az alábbi diagram mutatja:
| Lakosok száma | 2841 | 3006 | 3242 | 3385 | 3511 | 3509 | 3534 | 3623 | 3908 | 4239 |
|               | 2001 | 2004 | 2007 | 2009 | 2012 | 2014 | 2017 | 2019 | 2022 | 2024 |